# Clerks III
Clerks III (bra: O Balconista 3; prt: Escriturários 3) é um filme de comédia americano escrito, produzido e dirigido por Kevin Smith. Seu enredo segue o cotidiano dos personagens Dante Hicks (Brian O'Halloran) e Randal Graves (Jeff Anderson), dois balconistas da loja de conveniência Quick Stop, e serve como uma sequência independente dos filmes Clerks de 1994 e 2006.
Clerks III teve sua estreia mundial em 24 de agosto de 2022, na cidade de Los Angeles. Em 4 de setembro de 2022, foi lançado em Red Bank, Nova Jérsei, e pela Lionsgate em 13 de setembro.

## Produção

### Desenvolvimento
Durante a divulgação de Clerks II, Kevin Smith falou brevemente da possibilidade de um terceiro filme, afirmando que aconteceria entre seus 40 e 50 anos, quando seria interessante trazer de volta Dante e Randal. No entanto, deixou o retorno de Jay e Silent Bob em aberto.
Em 29 de março de 2012, Smith voltou a expressar vontade de produzir o terceiro filme, mas desta vez como uma peça de teatro da Broadway. No mesmo ano, lançou um episódio especial do podcast Hollywood Babble-On no qual revelou, com mais detalhes, seus planos para a sequência. Na ocasião, afirmou que uma auditoria em andamento da The Weinstein Company atrasou o engajamento de integrantes importantes do elenco e da equipe técnica. Além disso, também mostrou interessado em fazer o filme através de contribuição colaborativa, oferecendo aos contribuintes alguns produtos como retorno. Contudo, esta intenção foi posteriormente descartada.

### Roteiro original (2013-2017)
Smith trabalhou em um roteiro para Clerks III de março a maio de 2013 descrevendo-o como o Strike Back da franquia. No enredo, Randal teria um colapso nervoso após a loja Quick Stop ser destruída pelo furacão Sandy. Para administrar o colapso, ele participa de um filme chamado Ranger Danger, pelo qual ganha um pequeno culto de seguidores, possibilitando reconstruir a loja de conveniência. Em julho de 2013, Jason Mewes alegou que produção aguardava uma resposta da The Weinstein Company sobre o financiamento.
Os planos iniciais para filmar Clerks III foram interrompidos em 2017, quando Smith anunciou que um dos quatro protagonistas optou por não reprisar seu papel, apesar de um roteiro completo. No ano seguinte, ele sofreu um ataque cardíaco quase fatal e essa experiência o inspirou a reescrever o roteiro. Mais tarde, afirmou que o roteiro original se afastou da premissa da franquia, tinha sido escrito por "um alguém que não sabia nada sobre a morte" e que ficou feliz por nunca ter sido feito. No entanto, a abertura original foi utilizada em Jay and Silent Bob Reboot.
Em julho de 2019, Smith anunciou que faria uma leitura ao vivo do roteiro original de Clerks III, em Atlantic Highlands, Nova Jérsei. A leitura ocorreu em 3 de agosto de 2019. No mesmo mês, anunciou que estava escrevendo um novo roteiro e prometeu fazer o filme.

### Novo roteiro (2019-2021)
Em 1.º de outubro de 2019, Smith confirmou no Instagram que Clerks III estava acontecendo e que Jeff Anderson concordou em reprisar seu papel como Randal. No enredo, Randal, depois de sobreviver a um ataque cardíaco, e Dante começam a fazer um filme sobre a vida deles na loja. O roteiro foi finalizado em janeiro de 2021. Em julho do mesmo ano, a Lionsgate obteve os direitos de produzir e distribuir o filme.

### Filmagens e pós-produção
As filmagens começaram em 2 de agosto de 2021, em Red Bank, Nova Jérsei e terminaram em 31 de agosto do mesmo ano. Por sua vez, a pós-produção foi concluída em 13 de fevereiro de 2022.

## Sinopse
Randal, após sofrer um ataque cardíaco, reavalia sua vida e resolve fazer um filme sobre a loja de conveniência, reunindo os amigos.

## Elenco
- Brian O'Halloran como Dante Hicks[29]
- Jeff Anderson como Randal Graves[29]
- Trevor Fehrman como Elias Grover[29]
- Jason Mewes como Jay[29]
- Kevin Smith como Silent Bob[29]
- Rosario Dawson como Becky Scott[30]
- Marilyn Ghigliotti como Veronica Loughran[31]
- Amy Sedaris como Doutora Ladenheim[32]
- Austin Zajur como Blockchain Coltrane[33]
- Jennifer Schwalbach Smith como Emma Bunting[34]
- Ben Affleck como Boston John[34]
- Harley Quinn Smith como Millennium "Milly" Faulken[34]

## Lançamento
Clerks III teve sua estreia mundial em 24 de agosto de 2022, em Los Angeles. Logo depois, em 4 de setembro de 2022, estreou em Red Bank, Nova Jérsei. Por fim, foi lançado nos cinemas dos Estados Unidos pela Lionsgate.

## Repercussão
Clerks III teve uma recepção, em geral, mista por parte da crítica especializada. No agregador Rotten Tomatoes, possui uma aprovação de 63%, com o consenso de que o longa "encerra a trilogia de maneira agradável aos fãs."
Para a contribuinte do Consequence, Liz Shannon Miller, o enredo do terceiro filme trata de assuntos mais sombrios e usa de elementos metalinguísticos para dar uma ênfase maior na mortalidade. Ainda de acordo com Miller, a trilogia Clerks se tornou "especial" por transformar momentos desajeitados em recursos que aumentam o imediatismo e a intimidade com a narrativa. Na mesma linha de raciocínio, Mike Reyes, do CinemaBlend, afirmou que a metalinguagem possibilitou a Smith mostrar o próprio universo cinematográfico, construído desde 1994.